# Sont
De Sont (Deens: Øresund, Zweeds: Öresund) is een van de drie zeestraten die het Kattegat (en daarmee de Noordzee) verbindt met de Oostzee, en scheidt het Deense eiland Seeland van het Zweedse Skåne (Schonen). De doorgang is op zijn nauwst 4,5 kilometer. Het is een van de drukst bevaren waterwegen in de wereld.
De Sont is steeds van groot strategisch belang geweest, wat verklaart dat aan het smalste punt twee burchten staan: bij het Deense Helsingør, kasteel Kronborg, en bij het Zweedse Helsingborg. De koningen van Denemarken werden rijk van de Sonttol die hier vanaf 1429 werd geheven.
Op 8 november 1658 vond de Slag in de Sont plaats, een zeeslag iets ten zuiden van Kopenhagen. Bij deze zeeslag heeft de Republiek der Zeven Verenigde Nederlanden de omsingelde Deense koning Frederik III van Denemarken bijstand verleend in de strijd tegen Karel X Gustaaf van Zweden die in die tijd de Sont had belegerd.
Het Zweedse eiland Ven en de Deense eilanden Saltholm en het kunstmatige Peberholm liggen in de Sont.
Sinds 1 juli 2000 is er een brug-tunnel over de Sont.